# Non è stagione
Non è stagione è un romanzo giallo di Antonio Manzini pubblicato da Sellerio.
È il terzo romanzo della serie dedicata al vicequestore Rocco Schiavone.

## Trama
Tornando verso Aosta un furgone sbanda, il conducente ed il suo compagno muoiono sul colpo. Il fatto non riguarderebbe la questura se non fosse che la targa del furgone è stata sostituita con un'altra, proveniente da una macchina rubata.
Il vicequestore Rocco Schiavone, a capo dell'indagine, ha pochi elementi per ricostruire i fatti. Mentre l'indagine è in corso, viene segnalata la scomparsa di una ragazza, non dalla famiglia ma da una compagna di classe che non riesce a sentirla da vari giorni.
Inizia così un'indagine parallela che parte dalla famiglia della ragazza, la cui impresa edile ha da poco superato un momento di difficoltà, e si allarga fino a comprendere un racket di usura e riciclo di denaro sporco.
La ricerca della ragazza sequestrata coinvolge tutta la squadra di Schiavone, lasciando a margine l'altra indagine fino a quando due indizi improvvisamente le collegano.
Ripartendo così dal furgone e dal suo autista, il vicequestore riesce a dirimere i fatti e a liberare la ragazza.
La felicità per il successo dell'indagine viene però distrutta da una tragedia che colpisce Schiavone a causa di vicende del suo passato.